# Goed (Belgisch recht)
Een goed is in het Belgisch recht een voorwerp dat vatbaar is voor toe-eigening. Een voorwerp dat niet vatbaar is voor toe-eigening is een gemeen voorwerp.
Enkel goederen kunnen het voorwerp zijn van een zakelijk recht.
Goederen worden bestudeerd in het goederenrecht.